# Comunitat de comunes del País de Pont-Château - Saint-Gildas-des-Bois
La Comunitat de comunes del País de Pont-Château - Saint-Gildas-des-Bois (en bretó Kumuniezh-kumunioù Bro Bontkastell-Keren Gweltaz-Lambrizig) és una estructura intercomunal francesa, situada al departament del Loira Atlàntic a la regió País del Loira però a la Bretanya històrica. Té una extensió de 336,36 kilòmetres quadrats i una població de 31.849 habitants (2010).

## Composició
Agrupa 9 comunes :
1. Pontchâteau
2. Crossac
3. Drefféac
4. Guenrouet
5. Missillac
6. Sainte-Anne-sur-Brivet
7. Sainte-Reine-de-Bretagne
8. Saint-Gildas-des-Bois
9. Sévérac